# La Porte (Texas)
La Porte è un centro abitato degli Stati Uniti d'America situato nella contea di Harris dello Stato del Texas.
La popolazione era di 33.800 persone al censimento del 2010. Fa parte dell'area metropolitana di Houston–The Woodlands–Sugar Land.

## Geografia fisica
La Porte è situata a 29°39′53″N 95°02′27″W (29.664768, -95.040824).[10]
Secondo lo United States Census Bureau, ha un'area totale di 20,0 miglia quadrate (51,8 km²), di cui 18,6 miglia quadrate (48,3 km²) di terreno e 1,4 miglia quadrate (3,6 km²), o 6,91%, d'acqua.[11]

## Società

### Evoluzione demografica
Secondo il censimento del 2000, c'erano 31.880 persone, 10.928 nuclei familiari e 8.578 famiglie residenti nella città. La densità di popolazione era di 1.683,3 persone per miglio quadrato (649,9/km²). C'erano 11.720 unità abitative a una densità media di 618,8 per miglio quadrato (238,9/km²). La composizione etnica della città era formata dall'81,39% di bianchi, il 6,25% di neri o afroamericani, lo 0,48% di nativi americani, l'1,13% di asiatici, lo 0,08% di isolani del Pacifico, l'8,52% di altre razze, e il 2,15% di due o più etnie. Il 20,45% della popolazione erano ispanici o latinos.
C'erano 10.928 nuclei familiari di cui il 43,2% aveva figli di età inferiore ai 18 anni, il 62,8% aveva coppie sposate conviventi, l'11,4% aveva un capofamiglia femmina senza marito, e il 21,5% erano non-famiglie. Il 17,4% di tutti i nuclei familiari erano individuali e il 4,6% aveva componenti con un'età di 65 anni o più che vivevano da soli. Il numero di componenti medio di un nucleo familiare era di 2,90 e quello di una famiglia era di 3,28.
La popolazione era composta dal 29,7% di persone sotto i 18 anni, l'8,9% di persone dai 18 ai 24 anni, il 32,7% di persone dai 25 ai 44 anni, il 21,8% di persone dai 45 ai 64 anni, e il 6,9% di persone di 65 anni o più. L'età media era di 33 anni. Per ogni 100 femmine c'erano 98,5 maschi. Per ogni 100 femmine dai 18 anni in giù, c'erano 95,0 maschi.
Il reddito medio di un nucleo familiare era di 55.810 dollari e quello di una famiglia era di 60.034 dollari. I maschi avevano un reddito medio di 46.118 dollari contro i 29.514 dollari delle femmine. Il reddito pro capite era di 21.178 dollari. Circa il 6,2% delle famiglie e il 7,5% della popolazione erano sotto la soglia di povertà, incluso l'8,4% di persone sotto i 18 anni e l'11,2% di persone di 65 anni o più.